# Nationaal park Beelu
Nationaal park Beelu is een nationaal park in in West-Australië. Het ligt 40 kilometer ten oosten van Perth, net onder Mundaring, in de Darling Scarp. Het park heette voorheen Mundaring National Park en veranderde van naam om de Beelu, de riviermensen, de oorspronkelijke bewoners, te gedenken. De Beelu leefden in een gebied begrensd door de rivieren Swan, Helena en Canning. Ze overwinterden in de heuvels van Mundaring en Kalamunda.

## Geschiedenis
Het nationaal park werd opgericht in 1995 als onderdeel van het Protecting Our Old Growth Forests-beleid van de overheid. Het park veranderde in 2008 van naam. Beelu is een Nyungahwoord voor rivier.

## Geografie
Het nationaal park ligt 40 kilometer ten oosten van Perth. Vanuit Midland is het bereikbaar langs de Great Eastern Highway, vanuit Kalamunda langs de Mundaring Weir Road. Het park ligt in de Darling Scarp.

## Attracties
Het Perth Hills Discovery Centre ligt in het park. Men vindt er informatie over onder meer:
- Mundaring Weir, een stuwdam in de rivier Helena.
- In Fred Jacoby Park staat een van de grootse zomereiken van West-Australië. Een houten platvorm staat toe de boom te bekijken zonder zijn wortels te beschadigen.
- South Ledge, North Ledge, Farrell Grove, The Dell, Gungin Gully, Pimelia en Grevillea zijn picknickplaatsen met prachtige uitzichten, bbq's en toiletten.
- De Golden View Lookout biedt een panoramisch uitzicht over Mundaring Weir, de rivier Helena en het O'Connor-meer.
- Het Bibbulmunwandelpad en de Munda Biddi Trail lopen beide door het park.

## Fauna en flora

### Flora
Het grootste deel van het park is begroeid met jarrah en marribomen met daar tussenin grasbomen. Waar de ondergrond uit graniet bestaat groeit de wandoo. De Eucalyptus patens ('blackbutt') en de Eucalyptus rudis ('flooded gum') groeien in de rivierdalen.
In de lente groeien er veel wilde bloemen.

### Fauna
Een deel van het nationaal park Beelu ligt in de Important Bird Area (IBA) Mundaring-Kalamunda. De bedreigde dunsnavelraafkaketoes en langsnavelraafkaketoes worden er beschermd. Verder leven er ook nog roodkapparkieten, Stanleyrosella's, roodvleugelelfjes, roesthalshoningvogels, Kaap leeuwin-doornsnavels, grijsborstvliegenvangers, grijswitte vliegenvangers en roodoorastrilden.
Men treft in het park ook de gewone kortneusbuideldas, de Irmawallaby en de westelijke grijze reuzenkangoeroe aan.